# Дейл Бегг-Сміт
Дейл Бегг-Сміт (англ. Dale Begg-Smith, 18 січня 1985) — австралійський фристайліст, спеціаліст з могулу, олімпійський чемпіон та призер олімпійських ігор.
Дейл Бегг-Сміт народився у Ванкувері, Канада, але прийняв австралійське громадянство, переселившись на зелений континент разом із своїм старшим братом Джейсоном. Чекаючи на громадянство, брати пропустили три сезони, водночас тренуючись зі збірною Австралії. 
Золоту олімпійську медаль і звання олімпійського чемпіона Дейл Бегг-Сміт виборов на Туринській олімпіаді. У Ванкувері він здобув срібну медаль, поступившись канадцю Александру Білодо. 
Починаючи з року Туринської олімпіади Дейл Бегг-Сміт три роки поспіль вигравав Кубок світу в загальному заліку: у сезонах 2005/2006, 2006/2007, 2007/2008. Свою четверту загальну перемогу він здобув у сезоні 2009/2010.  Йому належить рекорд 48 виходів у фінальну частину етапів Кубка світу поспіль. Ця серія ще продовжується. 
Дейл Бегг-Сміт має репутацію замкненої людини, яка уникає спілкування з журналістами, особливо канадськими. 